# Das Linhas Indivisíveis
Das linhas indivisíveis (ou De Lineis Insecabilibus, em latim; Περι ατομων γραμμων, em grego clássico) é um tratado breve atribuído a Aristóteles, mas provavelmente escrito por um membro da escola peripatética algum tempo antes do segundo século. Trata-se de uma refutação das ideias de Xenócrates sobre as linhas e as partes mínimas.